# The Dissident
Pour plus de détails, voir Fiche technique et Distribution.
The Dissident est un film documentaire américain de 2020 réalisé et produit par Bryan Fogel. Il suit l'assassinat de Jamal Khashoggi et les efforts de l'Arabie saoudite pour contrôler la dissidence internationale.
Le film a été présenté en première mondiale au Festival du film de Sundance le 24 janvier 2020. Il est sorti en version limitée le 25 décembre 2020, puis en vidéo à la demande le 8 janvier 2021, par Briarcliff Entertainment.

## Synopsis
En 2018, le journaliste du Washington Post, Jamal Khashoggi, disparaît au consulat saoudien d’Istanbul. Qui se cache derrière ce crime ?
Bryan Fogel propose un regard puissant et effrayant sur une dissimulation internationale.
Appuyé de preuves, d’images inédites et d’intervenants comme la fiancée de Jamal, Hatice Cengiz, la police, les procureurs turcs et le vidéoblogueur saoudien Omar Abdulaziz Alzahrami qui est au cœur du documentaire. Tout désigne le prince héritier Mohammed Ben Salmane. The Dissident illustre qu’une personne allant à l’encontre de forces puissantes n’est jamais en sécurité…
Selon Bryan Fogel, l'objectif du film est d'examiner "en profondeur le meurtre de Khashoggi et ses ramifications". Bien qu'un rapport de la CIA publié par l'administration Biden ait impliqué le prince héritier saoudien Mohammed ben Salmane dans la mort de Khashoggi, Fogel pense que le prince ne fera jamais l'objet d'un mandat d'arrêt d'Interpol ou d'une enquête officielle, compte tenu de l'immense richesse qu'il possède.

## Anecdotes
Le documentaire avait été refusé par Netflix par peur de potentielles représailles.
Dans un message publié sur Twitter, l’ancienne secrétaire d’État américaine Hillary Clinton invite ses lecteurs à regarder ce film documentaire.